# Pieter Jelles Troelstra
Pieter Jelles Troelstra (Leeuwarden, 20 aprile 1860 – L'Aia, 12 maggio 1930) è stato un politico olandese.
ricordato per il suo ruolo nel movimento operaio e il suo tentativo di rivoluzione comunista alla fine della prima guerra mondiale. Dal 1888 al 1904 fu sposato con la scrittrice Sjoukje Bokma de Boer, meglio nota con lo pseudonimo di Nynke van Hichtum.
Nel 1894 fu tra i fondatori del Partito socialdemocratico olandese (Sociaal-Democratische Arbeiders Partij). Uno dei principali obiettivi della lotta politica di Troelstra era la concessione del suffragio universale. Sulla base di questo programma venne eletto nel 1913 in Parlamento e poco dopo entrò a far parte della coalizione di governo. Il suo obiettivo verrà raggiunto nel 1917 durante il gabinetto di Cort van der Linden.
Nel novembre 1918, ispirato dalla rivoluzione russa e dai tentativi rivoluzionari esplosi in Germania, proclamò la rivoluzione socialista che però non ebbe il seguito da lui sperato a causa dello scarso supporto da parte della classe lavoratrice.